# Essen (Adelsgeschlecht, Greifswald)

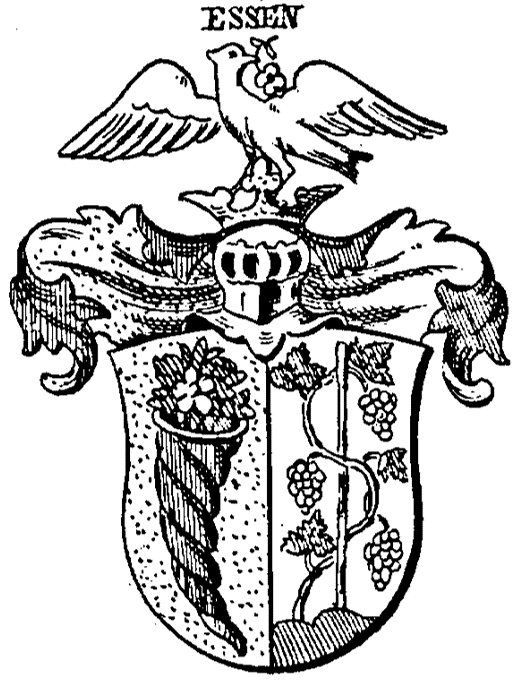
Stammwappen derer von Essen zu Greifswald bei Johann Siebmacher

Essen (auch Edle von Essen) ist der Name eines pommerschen Adelsgeschlechts.
Die hier behandelte Familie ist zu unterscheiden von mehreren anderen wappenverschiedenen, nichtverwandten Adelsgeschlechtern von Essen.

## Geschichte
Bei dem hier behandelten Geschlecht handelt es sich um eine alte, angesehene Familie aus Greifswald. Zuerst erscheint die Familie mit dem Greifswalder Bürger Johann von Essen, einem Weinschenk, der 1588 genannt wird. Ob der 1394 in Greifswald in einem Memorabilienbuch erwähnte Herm. van Essen zu dem Geschlecht gehört, ist unsicher.
Der Greifswalder Kaufmann Johann von Essen war mit Margaretha Corswant verheiratet. Christoph von Essen, Kaufmann und Ratsmann zu Greifswald, heiratete Maria Corswant († 1694), Tochter des Greifswalder Ratsmanns Casper Corswant.
Der im Jahr 1695 als Tuchhändler zu Greifswald Bürger gewordene Christoph von Essen war mit Anna Catharina Bünsow, Tochter des Greifswalder Ratsmannes Christoph von Bünsow, verheiratet. Ihr Sohn Emanuel Christoph von Essen (1715–1770) war Syndicus und Professor an der Universität Greifswald. Er war mit Christina Elisabeth Kaiser verheiratet und hatte mit ihr die Kinder Catharina, Heinrich Julius, Ulrica, Beata Dorothea und Juliana Liboria, die sämtlich unverheiratet verstarben.
Der Greifswalder Hofrat Franz von Essen († 1714), verheiratet mit Anna Pansow, wurde am 26. März 1706 in Wien von Kaiser Joseph I. als Edler von Essen in den Reichsritterstand erhoben. Derselbe Reichsritterstand wurde 1782 den Brüdern Andreas Emanuel, Paul Melchior und Johann Theodor von Essen, alle Gutsbesitzer in Livland, bestätigt. Die Eheleute Essen-Pansow hatten drei Kinder:
- Anna Dorothea von Essen, die Anton von Langen, Erbherr zu Ueselitz, Grabow, Garlepow und Cavelow, heiratete.
- Franz Joachim von Essen, Direktor des Hofgerichts zu Greifswald, war mit einer Tönnies verheiratet. Ihre Kinder hießen Johann Heinrich von Essen und Maria Dorothea von Essen. Johann Heinrich von Essen war Hofgerichtsassessor und vermählt mit Anna Christina Ehrenfried von Balthasar. Maria Dorothea von Essen war mit Johann Carl von Langen zu Ueselitz verheiratet.
- N.N. von Essen, die den Rat von Heroldt zu Halle heiratete.

## Persönlichkeiten
- Johann von Essen (1610–1676), Professor für Geschichte in Greifswald, später Propst in Demmin
- Franz von Essen († 1714), Hofrat in Greifswald, Sohn des Johann von Essen
- Emanuel Christoph von Essen (1715–1770), Syndicus und Professor der Rechte an der Universität Greifswald
- Immanuel Justus von Essen († 1780), Oberpastor in Riga

## Wappen
- Blasonierung des Stammwappens von 1706: Der Schild gespalten, rechts in Gold ein rotes Füllhorn mit natürlichen Früchten und grünen Blättern, links auf einem grünen Hügel ein Weinstock mit drei Trauben. Auf dem Helm ein nach linksgewandter schwarzer Adler mit Weintraube im Schnabel. Die Helmdecken sind rechts rot-golden und links blau-silbern.
- Blasonierung des Wappens von 1782: Der Schild gespalten, rechts in Rot ein goldenes Füllhorn mit Blumen, links in Silber auf grünem Rasen ein Weinstock mit zwei grünen Trauben. Zwei Helme, links rot silberne Decke, rechts der Weinstock.